# L'Avenç
L'Avenç, escrito originalmente L'Avens, fue una revista fundada en 1881 por Jaume Massó, que representaba el espíritu modernista, innovador y catalanista, y se desentendió totalmente del antiguo catalán medieval y arcaizante.

## Historia

### Primera etapa: 1881-1884
Entre 1881 y 1884 contó con la colaboración de los escritores más prestigiosos del país como Narcís Oller, José Yxart, Francesch Matheu o Valentín Almirall, siendo mantenida  gracias a las aportaciones económicas de Jaume Massó i Ramon Domènec Perés i Perés, el cual se convierte en director entre 1883 y 1884. La revista desarrolló una importante campaña lingüística en que se proponía la creación de un modelo de lengua unitario, de acuerdo con el lenguaje escrito y hablado, que tomó como base el hablar de Barcelona limpiado de las «impurezas» populares.
A partir de esta campaña se publicó una serie de artículos y conferencias en que se discrepaba con el carácter arcaizante de la lengua literaria y se mostraba una preocupación por la diferencia entre el catalán escrito y hablado, y por la ausencia de una normativa ortográfica moderna y unitaria. Además, se propusieron medidas concretas para una renovación lingüística, como el enriquecimiento del vocabulario y la gramática y el establecimiento de unas normas globales que unificaran la lengua culta con la coloquial, y que fueran compatibles con el latín y la lengua antigua.
En 1884 la revista dejó de editarse debido a un viaje de sus dos impulsores a Inglaterra.

### Segunda etapa: 1889-1893
En 1889 Massó retomó la edición de la revista en solitario, incorporando sin embargo, algunos años más tarde, unos cuantos jóvenes gramáticos como Jaume Massó, Jaume Brossa, Pompeu Fabra, Joaquim Casas, Raimon Casellas, Joan Maragall y Alexandre Cortada. La revista supo asumir el liderazgo del «catalán que ahora se habla», e impulsó la reforma de las Normas ortográficas, que finalizó en 1913 con la publicación de éstas por parte del Instituto de Estudios Catalanes y la aceptación por parte de la Mancomunidad de Cataluña presidida por Enric Prat de la Riba.
En 1891 la revista adoptó su nombre definitivo: L'Avenç. A partir de 1892 la revista adquirió un tono más crítico hacia la burguesía catalana gracias a los escritos de Jaume Brossa y Alexandre Cortada. En 1893 la revista dejó de publicarse debido a la proliferación de atentados anarquistas, las críticas hacia la satirización a Frederic Soler "Pitarra", así como por su déficit económico.